# Pach krve (filmová série)
Filmová série Pach krve je série šesti amerických hororových filmů, kterou započal film Pach krve v roce 2003 režiséra Roba Schmidta. Další pokračování nesou název Pach krve 2: Cesta nikam (2007), Pach krve 3 (2009) a další dva filmy Wrong Turn 4 (2011), Wrong Turn 5 (2012), Pach krve 6: Krvavý hotel (2014) a Pach krve: Wrong turn (2021).

## Seznam filmů
- Pach krve (2003)
- Pach krve 2: Cesta nikam (2007)
- Pach krve 3 (2009)
- Wrong Turn 4 (2011)
- Wrong Turn 5 (2012)
- Pach krve 6: Krvavý hotel (2014)
- Pach krve: Wrong turn (2021)